# Terrorisme en 2002
Chronologie du terrorisme
- 1998
- 1999
- 2000
- 2001
- 2002
- 2003
- 2004
- 2005
- 2006

L'année 2002 a compté 1332 attentats terroristes qui ont tué 4799 personnes dans le monde.

## Événements

### Mars
- 27 mars, Israël : un attentat-suicide au Park Hotel de Natanya fait trente morts et cent quarante blessés[2].
- 30 mars, France : une attaque à la voiture-bélier dans une synagogue de Lyon.

### Avril
- 11 avril, Tunisie : un attentat-suicide au camion piégé devant la synagogue de la Ghriba sur l'île de Djerba fait vingt-et-un morts et trente blessés[3].

### Mai
- 7 mai, Israël : un attentat dans un club de billard de Rishon LeZion, au sud de Tel-Aviv, fait seize morts et plus de cinquante blessés[4].
- 8 mai, Pakistan : un attentat contre des salariés français de la DCN à Karachi fait quatorze morts dont onze français[5],[6].

### Juin
- 14 juin, Pakistan : un attentat à Karachi, contre le consulat américain, fait onze morts et vingt blessés[7].

### Juillet
- 5 juillet, Algérie : l'explosion d'une bombe au marché de Larbâa, à une vingtaine de kilomètres au sud d'Alger, provoque la mort de trente-huit personnes et fait quatre-vingts blessés (20 km au sud d'Alger)[8].
- 31 juillet, Israël : l'explosion d'une bombe à la cafétéria de l’Université hébraïque de Jérusalem, provoque la mort de neuf personnes dont un étudiant français[9], David Gritz[10]

### Septembre
- 5 septembre, Afghanistan : un double attentat à Kaboul fait au moins vingt-six morts et cent cinquante blessés[11].
- 25 septembre, Pakistan : sept personnes sont tuées au cours d'une attaque contre le Institute for Peace and Justice, une association caritative chrétienne[7].

### Octobre
- 6 octobre, Yémen : l'attaque du pétrolier français Limburg dans le port d'Aden, cause la mort d'un marin[12].
- 11 octobre, Finlande : un attentat-suicide dans un centre commercial fait sept morts et cent soixante-six blessés à Vantaa, près d'Helsinki[13].
- 12 octobre, Indonésie : une double explosion dans la ville de Kuta, sur l'île indonésienne de Bali, faisant deux cent deux morts et deux cent neuf blessés[14].
- 23 octobre, Russie : une prise d'otages au théâtre de Moscou par un commando tchétchène prend fin après un assaut des forces spéciales russes. Ces dernières utilisent un gaz dangereux lors de l'assaut, et tuent cent-trente personnes[15].

### Novembre
- 28 novembre, Kenya : l'explosion d'une voiture piégée devant un hôtel de Mombasa fréquenté par des touristes israéliens fait seize morts ; le même jour, deux missiles sont tirés sur un avion israélien venant de décoller de Mombasa, sans l'atteindre[16].

### Décembre
- 5 décembre, Russie : trois personnes sont tuées au cours d'une attaque contre le consulat de Macédoine[7].
- 27 décembre, Russie : un attentat-suicide près du parlement tchétchène à Grozny fait quarante-six morts[17].